# Haileybury Comets
Haileybury Comets (oficiálním názvem: Haileybury Hockey Club) byl profesionální kanadský klub ledního hokeje, který sídlil v Haileybury (dnešní Temiskaming Shores) v provincii Ontario. V roce 1910 působil v profesionální soutěži National Hockey Association. Své domácí zápasy odehrával v hale Cobalt-Haileybury Curling Club Curling Rink. Klubové barvy byly kaštanově hnědá a bílá.

## Umístění v jednotlivých sezonách
Stručný přehled
Zdroj: 
- 1906–1909: Timiskaming Professional Hockey League
- 1910: National Hockey Association
- 1910–1911: Timiskaming Professional Hockey League
- 1911–1915: Timiskaming Senior League

Jednotlivé ročníky
Zdroj: 
Legenda: Z - zápasy, V - výhry, VP - výhry v prodloužení, R - remízy, P - porážky, PP - porážky v prodloužení, VG - vstřelené góly, OG - obdržené góly, +/- - rozdíl skóre, B - body, KPW - Konference Prince z Walesu, CK - Campbellova konference, ZK - Západní konference, VK - Východní konference, fialové podbarvení - reorganizace, změna skupiny či soutěže
| Kanada (1910) |      |        |    |   |    |   |    |   |    |    |     |   |        |          |
| Sezóny        | Liga | Úroveň | Z  | V | VP | R | PP | P | VG | OG | +/- | B | Pozice | Play-off |
| 1910          | NHA  | –      | 12 | 4 | –  | 0 | –  | 8 | 77 | 83 | -6  | 8 | 5.     | –        |